# Tethya globostellata
Tethya globostellata är en svampdjursart som beskrevs av Lendenfeld 1897. Tethya globostellata ingår i släktet Tethya och familjen Tethyidae. Inga underarter finns listade i Catalogue of Life.